# 罗卡达斯皮德
罗卡达斯皮德（義大利語：Roccadaspide），是意大利萨莱诺省的一个市镇。总面积64平方公里，人口7448人，人口密度116.4人/平方公里（2009年）。ISTAT代码为065106。